# Unterseeboot U-41 (1914)

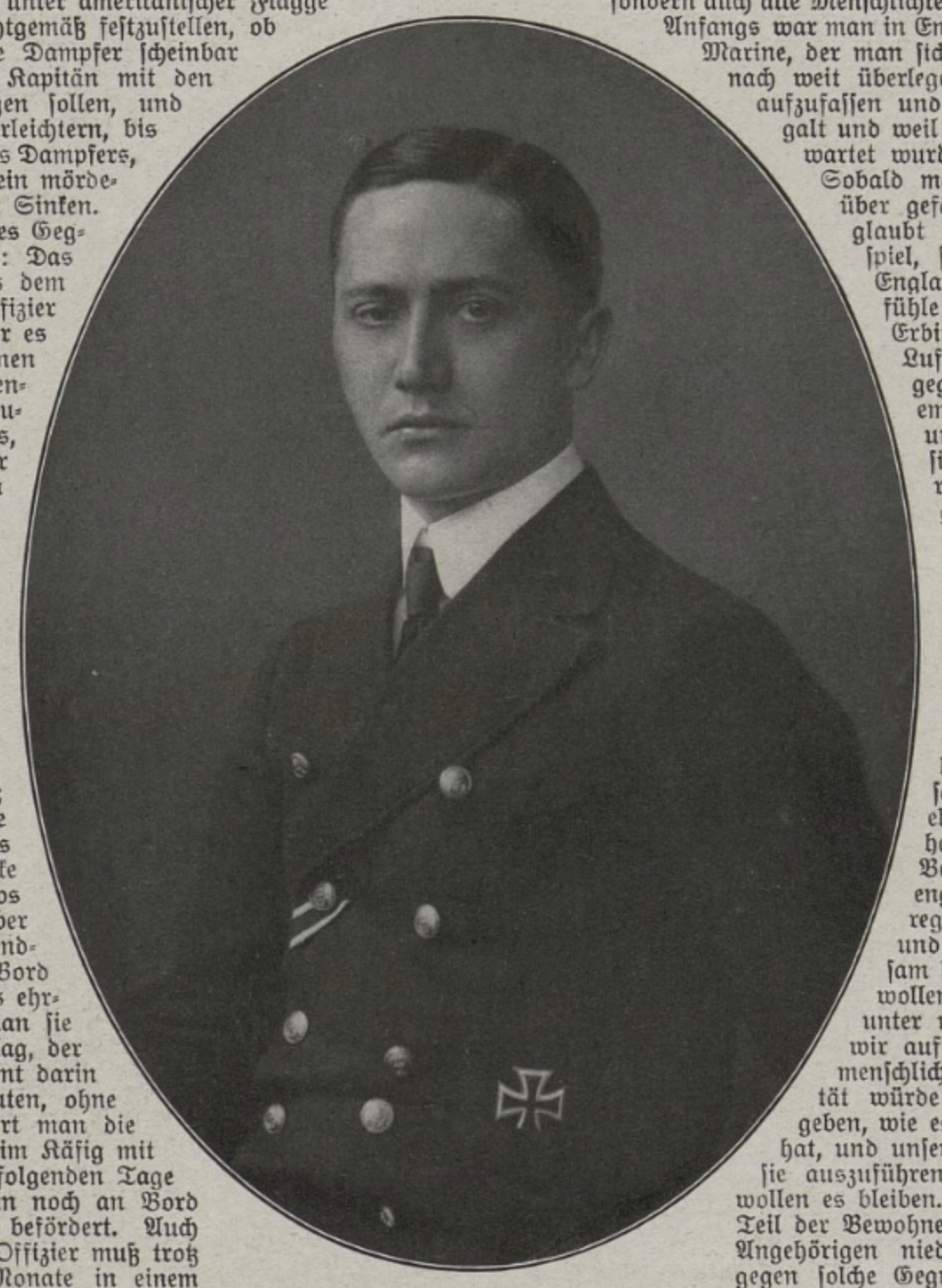
Claus Hansen, commandant du sous-marin

Pour les autres navires du même nom, voir Unterseeboot 41.
L'Unterseeboot U-41 était l’un des 329 sous-marins servant dans la Kaiserliche Marine (marine impériale allemande) pendant la Première Guerre mondiale. L'U-41 a été engagé dans la guerre navale et a pris part à la première bataille de l'Atlantique.

## Conception
Les sous-marins de type U 31 étaient des sous-marins océaniques à double coque, similaires aux sous-marins de type 23 et de type 27 par leurs dimensions. Ils n’en différaient que légèrement en termes de propulsion et de vitesse. Ils étaient considérés comme de très bons bateaux de haute mer, avec une manœuvrabilité moyenne et un pilotage facile en surface.
L'U-41 avait une longueur hors tout de 64,70 m. Sa coque pressurisée faisait 52,36 m de long. La largeur du bateau était de 6,32 m, et 4,05 m pour la coque pressurisée. Les U-Boote de type 31 avaient un tirant d'eau de 3,56 m et une hauteur totale de 7,68 à 8,04 m. Les bateaux avaient un déplacement de 685 tonnes en surface et 878 tonnes en immersion.
L'U-41 était équipé de deux moteurs Diesel à deux temps 6 cylindres Germania d’une puissance totale de 1850 ch (1361 kW) pour la navigation en surface, et de deux moteurs électriques à double effet Siemens-Schuckert d’une puissance totale de 1200 ch (883 kW) pour la navigation sous-marine. Ces moteurs entraînaient deux arbres d'hélice avec chacun une hélice de 1,60 m de diamètre, ce qui donnait au bateau une vitesse maximale de 16,4 nœuds (30,4 km/h) en surface et de 9,7 nœuds (18,0 km/h) en immersion. L’autonomie était de 8790 milles marins (16280 km) à la vitesse de croisière de 8 nœuds (15 km/h) en surface, et de 80 milles marins (150 km) à 5 nœuds (9,3 km/h) sous l’eau. La profondeur de plongée maximale était de 50 m.
Le sous-marin était armé de quatre tubes lance-torpilles de 50 cm, deux à l’avant et deux à l’arrière. Il transportait 6 torpilles. De plus, l'U-41 a été équipé en 1915 d’un canon de pont de 8,8 cm SK L/30. L’équipage du bateau était de 4 officiers et 31 matelots.

## Perte
Après que les Britanniques eurent appris le naufrage de l'Anglo-Columbian le 23 décembre 1915, le HMS Wyandra, un Q-ship britannique déguisé en navire marchand battant pavillon américain, le Baralong, quitta Falmouth pour se présenter comme cible.
L'U-41 arrêta le navire marchand Urbino, de 6651 tonneaux de jauge brute, le 24 décembre à environ 70 milles de Bishop Rock. L'U-41 envoya une équipe à bord pour inspecter la cargaison. Après avoir trouvé du matériel de guerre à bord, les Allemands débarquent l’équipage du navire marchand dans les canots de sauvetage. L'U-41 était en train de couler l'Urbino par ses tirs lorsque le Baralong est arrivé sur les lieux vers 9 h 45, arborant un drapeau américain. Le Baralong se détourne afin que l'U-41 soit forcé d’utiliser ses moteurs diesel pour rattraper son retard et, ce faisant, être entièrement émergé. L'U-41 signala au Baralong d’envoyer ses papiers dans un canot. L’équipage du Baralong a préparé un canot, tout en se préparant au combat. Ce faisant, il a réduit la distance à 700 mètres et a tourné de manière que ses canons cachés soient bien orientés. Le Wyandra a ensuite tiré avec ses canons, accompagnés de tirs de fusils des Royal Marines présents à bord. L'U-41 a tiré un obus en retour avant que l’équipage n’abandonne le canon de pont. L’un des tirs du Wyandra toucha le kiosque du sous-marin, tuant le commandant, le Kapitänleutnant Hansen, et six autres personnes. Après que d’autres hommes soient touchés, l'U-41 a plongé puis a remonté avant de couler. Seuls l'Oberleutnant zur See Iwan Crompton (grièvement blessé) et le timonier se sont échappés pour être récupérés, avec les 42 hommes de l'Urbino, par le Wyandra. Après son retour en Allemagne en 1917, Crompton a affirmé que le Wyandra avait coulé le canot de sauvetage dans lequel il se trouvait. Il a également été affirmé que le Wyandra n’avait pas abaissé le drapeau américain avant de tirer, ce qui constituait une violation des règles de la guerre. Alors que l’utilisation d’une fausse bannière était autorisée, il était exigé qu’un belligérant s’identifie avant de déclencher les hostilités.
L’événement a suscité une indignation généralisée en Allemagne, en particulier parmi les officiers de la Kaiserliche Marine. Le naufrage a également été commémoré par une médaille de propagande conçue par le fabricant de médailles allemand Karl Goetz.

## Affectations
- IIe flottille : de date de début inconnue au 24 septembre 1915

## Commandants
- Kapitänleutnant Claus Hansen[4] : du 1er février au 24 septembre 1915

## Navires coulés
| Date              | Nom              | Nationalité    | Tonnage | Destin.             |
| ----------------- | ---------------- | -------------- | ------- | ------------------- |
| 2 mai 1915        | America          | Norvège        | 3706    | Coulé               |
| 2 mai 1915        | Cruiser          | United Kingdom | 146     | Coulé               |
| 2 mai 1915        | Martaban         | United Kingdom | 148     | Coulé               |
| 2 mai 1915        | Mercury          | United Kingdom | 222     | Coulé               |
| 2 mai 1915        | St. George       | United Kingdom | 215     | Coulé               |
| 3 mai 1915        | Oscar            | Norvège        | 107     | Coulé               |
| 3 mai 1915        | Roxane           | Suède          | 355     | Capturé comme prise |
| 25 mai 1915       | Nebraskan        | United States  | 4409    | Endommagé           |
| 26 mai 1915       | Morwenna         | United Kingdom | 1414    | Coulé               |
| 27 mai 1915       | Cadeby           | United Kingdom | 1130    | Coulé               |
| 28 mai 1915       | Ethiope          | United Kingdom | 3794    | Coulé               |
| 28 mai 1915       | Spennymoor       | United Kingdom | 2733    | Coulé               |
| 28 mai 1915       | Tullochmoor      | United Kingdom | 3520    | Coulé               |
| 29 mai 1915       | Cysne            | Portugal       | 623     | Coulé               |
| 29 mai 1915       | Dixiana          | United Kingdom | 3329    | Coulé               |
| 29 mai 1915       | Glenlee          | United Kingdom | 4140    | Coulé               |
| 16 juillet 1915   | Balva            | Empire russe   | 1165    | Coulé               |
| 17 juillet 1915   | General Radetzky | Empire russe   | 2118    | Coulé               |
| 24 juillet 1915   | Grangewood       | United Kingdom | 3422    | Coulé               |
| 25 juillet 1915   | Celtic           | United Kingdom | 264     | Coulé               |
| 25 juillet 1915   | Cydonia          | United Kingdom | 259     | Coulé               |
| 25 juillet 1915   | Emblem           | United Kingdom | 157     | Coulé               |
| 25 juillet 1915   | Gadwall          | United Kingdom | 192     | Coulé               |
| 25 juillet 1915   | Honoria          | United Kingdom | 179     | Coulé               |
| 25 juillet 1915   | Leelenaw         | United States  | 1923    | Coulé               |
| 28 juillet 1915   | Trondhjemsfjord  | Norvège        | 4248    | Coulé               |
| 23 septembre 1915 | Anglo-Colombian  | United Kingdom | 4792    | Coulé               |
| 23 septembre 1915 | Chancellor       | United Kingdom | 4586    | Coulé               |
| 23 septembre 1915 | Hesione          | United Kingdom | 3363    | Coulé               |
| 24 septembre 1915 | Urbino           | United Kingdom | 6651    | Coulé               |